# Amandină
L'amandină és un pastís de capa de xocolata romanès farcit de xocolata amb caramel i crema de fondant. De vegades s'utilitza crema d'ametlles. Com la majoria de pastissos romanesos, es poden tallar i servir en pastissos en miniatura d'una sola porció o com a pastís gran.
Aquests pastissos es troben entre els pastissos "dolços" més tradicionals de Romania. La recepta original conté capes de pa de pessic de xocolata amarades de xarop de caramel amb gust de rom. El farciment de crema és una combinació de crema de mantega de xocolata barrejada amb fondant. Les capes muntades s'esmalten amb una combinació de fondant amb xocolata i rom o essència de rom, que s'aboca sobre el pastís encara que sigui lleugerament líquida. 
Aquests pastissos també tenen una decoració tradicional a la part superior amb una mica de crema i un tros de xocolata fina en forma de diamant.